# 滋賀県道16号大津信楽線
滋賀県道16号大津信楽線（しがけんどう16ごう おおつしがらきせん）は、滋賀県大津市から甲賀市信楽町に至る主要地方道（滋賀県道）である。

## 概要
大津市から堂・平野を経て、大戸川の河谷に沿って信楽山地へ入り、甲賀市信楽町牧で国道307号へ接続する路線である。大津市と甲賀市（水口町）の間、国道1号は草津市や栗東市を経由する一方で、田上山地の谷間を抜けて信楽経由でショートカットするルートとなっている。通称「信楽道」とも呼ばれる。

### 大戸川ダム建設に伴う付替道路
大津市牧から甲賀市信楽町黄瀬の区間は約 5,000 台/日の交通量があり、大型の路線バスも走る一方で、幅員が狭隘である。この区間に大戸川ダムの建設に伴う付替道路が設置された。
この付替工事は大津市平野町から3,350 mの区間は道路単独整備区間として滋賀県が施工者となり、その先の甲賀市信楽町黄瀬までの7,086 mが国土交通省が施工者となる。
大戸川ダムの建設見送りに伴い付替道路の建設も予算削減が検討されたが、コストを削減することを条件に継続することとなった。大津市平野町から新名神の高架橋に沿って山間部に至るルートが2019年度に開通。その先で大戸川の南岸に渡り、新3号橋で北岸に渡った後に標高を上げ、山の中腹を縫う形で甲賀市信楽町黄瀬に至るルートの建設が行われた。結局ダムは、激甚化する豪雨災害を背景に治水目的に規模を縮小して建設されることとなった。
国道422号のバイパス整備とあわせて、大津市から甲賀市信楽地域や三重県方面との間で災害に強い道路ネットワークの形成に貢献した。

### 路線データ
- 起点：大津市神領3丁目（滋賀県道2号大津能登川長浜線・滋賀県道57号瀬田西インター線交点）
- 終点：甲賀市信楽町牧（国道307号交点）

## 歴史

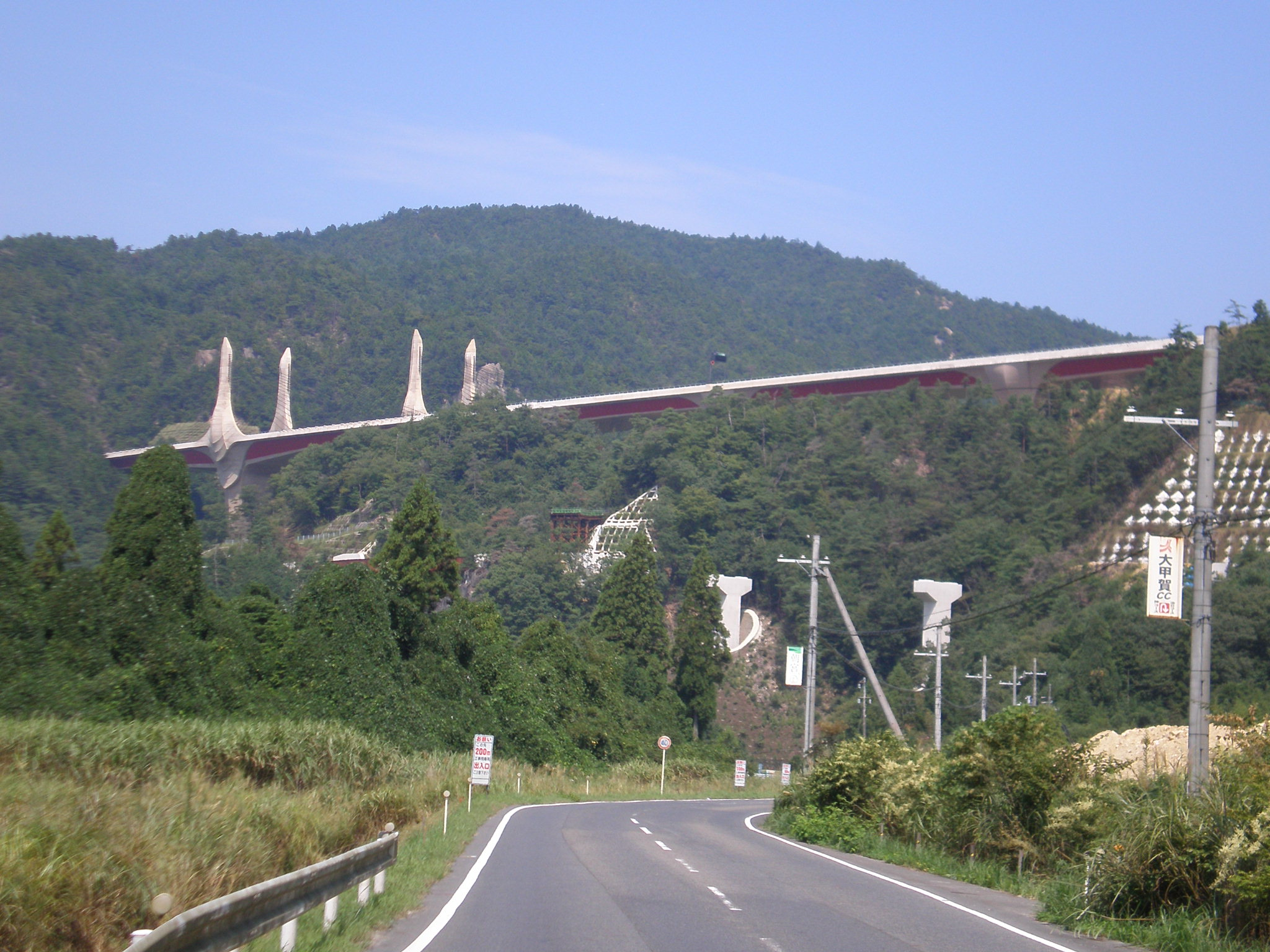
撮影地点が大津信楽線、中央の橋脚は付替工事中の大津信楽線、上部の橋梁は新名神高速道路の近江大鳥橋

- 1958年（昭和33年）7月26日 : 滋賀県道110号牧大津線として県道認定[8]。
- 1972年（昭和47年）3月21日 : 主要地方道になり[9]、路線名称を「牧大津線」から現行の「大津信楽線」に、路線番号を「110」から「345」に改番する[10]。
- 1988年（昭和63年）3月30日 : 大津市桐生町で法面崩落による死亡事故が発生[11]（後述）。
- 1990年（平成2年）9月17日 : 路線番号を「345」から現行の「16」に改番[12]。
- 1990年（平成2年）10月22日 : 大津市上田上芝原町から同市平野町まで1,170 メートル (m) の区間が萱尾川河川改修工事に伴い新道が供用開始[13]。
- 1999年（平成11年）6月 : 大戸川ダム建設による県道の付け替え工事が着手される[14]。
- 2000年（平成12年）3月21日 : 大津市上田上大鳥居町から信楽町黄瀬（当時）まで五本松橋（橋長 72 m）を含む1,860 m のダム付け替え道路が完成[15]。
- 2004年（平成16年）3月28日 : 大津市上田上大鳥居町の1,875 m がダム建設工事に伴い供用開始された[16]。
- 2019年（令和元年）8月1日 : 大津市上田上牧町焼野地先から牧町焼野トンネル（364 m）を経て県道桐生草津線に至る2.1 kmの付け替え県道が供用開始。
- 2023年（令和5年）3月25日 : 大津市牧から甲賀市信楽町黄瀬に至る8 kmの付け替え県道が供用開始[17]。

### 1988年3月の法面崩落による死亡事故
1988年（昭和63年）3月30日に法面崩落により、通行中の自動車が巻き込まれ2人死亡する事故が発生した。約190 m3の土石が崩落し、そのうち約90 m3が高さ3 mの防護壁の上に設置されていた高さ3 mの落石除けフェンスを押し倒して道路上に落下し、通りかかった自動車1台を押しつぶした。
事故現場の斜面は比較的風化が進んでいない岩石が主体であり、尾根が河岸に張り出す急傾斜の地形となり、土石崩落が起こりやすい場所だったと考えられる。また、真砂土と風化が進んでいない花崗岩が混在していることから凍結と融解の繰り返しで土粒子の結合が緩くなることで脆弱な斜面となっていたとも考えられる。そして、大戸川に沿って車両の通行できる幅員で道路を建設するときに山側斜面の切り取りで斜面の不安定化が進んだとみられる。崩落した斜面からコケが生えており、既に岩盤が緩んで亀裂ができていたことが推察できる。

### 2021年8月の大雨による通行止め
2021年8月に連続して続く大雨の影響で、18日の朝に大津市上田上牧町付近で土砂崩れが発生し、大津市上田上牧町 - 上田上大鳥居町の区間が通行止めとなった。周辺に迂回路がないことから、代替路として並行する新名神高速道路の草津田上インターチェンジ - 信楽インターチェンジ間の利用に限り無料とする措置が9月4日よりとられていたが、12月4日0時に通行止めが解除されたことから同時に新名神高速道路の代替路無料措置も終了した。

## 路線状況

### バイパス
- 大津市平野町 - 大津市牧3丁目[要出典]
- 大津市牧3丁目 - 甲賀市信楽町黄瀬（[要出典]）

### 重複区間
- 滋賀県道2号大津能登川長浜線（大津市神領3丁目、起点 - 大津市神領・瀬田南交差点）
- 滋賀県道108号南郷桐生草津線（大津市中野・中野町南交差点 - 大津市平野）

## 地理

### 通過する自治体
- 大津市
- 甲賀市
- 大津市
- 甲賀市

### 交差する道路

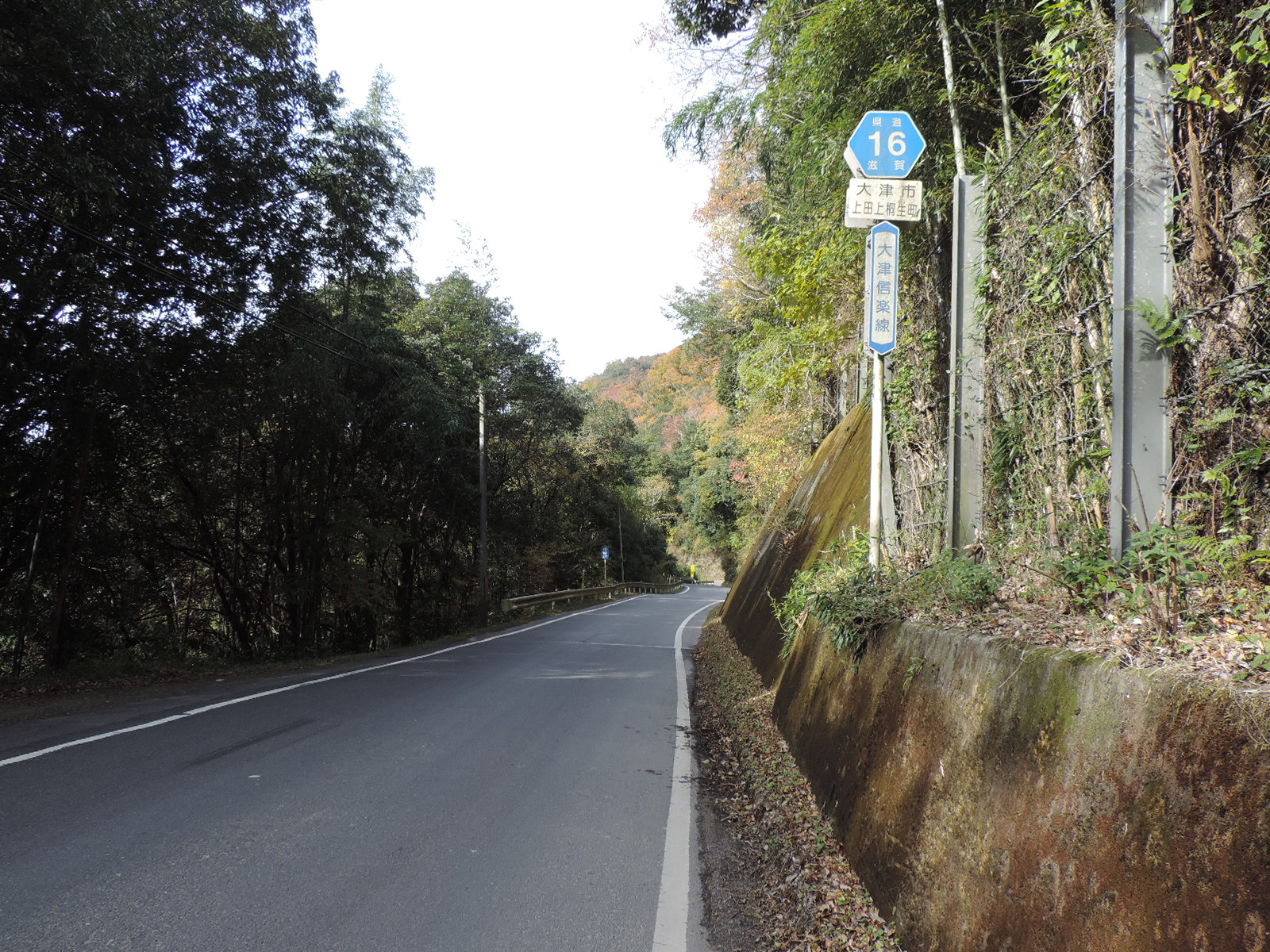
滋賀県道16号大津信楽線、大津市上田上桐生町にて

- 滋賀県道2号大津能登川長浜線・滋賀県道57号瀬田西インター線（大津市神領3丁目、起点）
- 国道1号 京滋バイパス一般部分（滋賀県道2号大津能登川長浜線 重複）（大津市神領・瀬田南交差点）
- 滋賀県道108号南郷桐生草津線（大津市中野・中野町南交差点）
- 滋賀県道43号平野草津線・滋賀県道108号南郷桐生草津線（大津市平野）
- 滋賀県道12号栗東信楽線（大津市上田上大鳥居町）ダム付替え道路からは現状アクセスできず、旧道に入る必要が有る。
- 国道307号 近江グリーンロード・滋賀県道136号雲井停車場線（甲賀市信楽町牧・牧交差点、終点）

### 沿線にある施設など
- 滋賀県立瀬田工業高等学校・滋賀県立瀬田高等学校
- 大宝工業関西滋賀工場
- 瀬田ゴルフコース
- 大津上田上郵便局
- 大津市立上田上小学校
- NTT西日本 滋賀支店上田上別館
- 上田上郷土史料館
- 関西電力 大戸川発電所
- 関西電力 大鳥居発電所